# Leon III Izauryjczyk

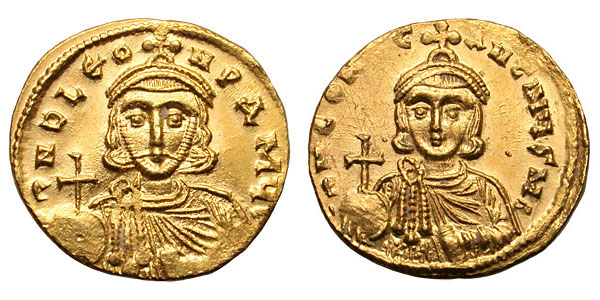
Leon III wraz z synem Konstantynem

Cesarstwo Bizantyńskie w roku 717.

Leon III Izauryjczyk (gr. Λέων Γ' ο Ίσαυρος, ok. 680–18 czerwca 741) – cesarz bizantyński od 717 do śmierci, pierwszy władca z dynastii izauryjskiej.
Pochodził z niższych warstw społecznych. Urodził się w rodzinie wieśniaka w 675 roku w Germanikei na północy Syrii. Był więc Syryjczykiem, a nie jak wskazują późniejsze źródła Izauryjczykiem. Jednak obydwa przydomki wskazujące na miejsce pochodzenia Leona, pozostały do dzisiaj. Na jego syryjskie pochodzenie wskazuje też świetna znajomość języka arabskiego. Jako dziecko mieszkał wraz z rodzicami w Syrii północnej, jednak za sprawą migracji ludności, zarządzonej przez Justyniana II przeniósł się wraz z rodzicami do Tracji. Tam zaciągnął się do armii Justyniana II pragnącego odzyskać tron.
Uzyskał tam tytuł spathariosa. Widząc talent wojskowy Leona cesarz Anastazjusz II mianował go strategiem temu Anatolikon, czyli dowódcą jednej z najbogatszych prowincji cesarstwa. Leon został następnie dowódcą wojsk walczących na wschodzie przeciw Arabom. Po upadku Anastazjusza wystąpił przeciwko cesarzowi Teodozjuszowi. 18 kwietnia 716 roku został przez swoich żołnierzy proklamowany cesarzem. Zyskał poparcie swojej prowincji oraz stratega temu Armeniakon, Artabasdesa. Za współdziałanie obiecał mu swoją córkę Annę za żonę i wysokie godności. Po pokonaniu Teodozjusza, 25 marca 717 roku Leon został koronowany na cesarza w Konstantynopolu. Wstąpienie Leona na tron zakończyło okres walk wewnętrznych w Bizancjum.
Z pomocą bułgarskich wojsk chana Terweła odparł Arabów oblegających Konstantynopol na przełomie 717 i 718 r. Wyprowadził cesarstwo z długotrwałego kryzysu umacniając władzę cesarską i wprowadzając szereg reform wojskowych i politycznych. W 726 r. wydał Eklogę, będącą kolejną po dokonanej w VI w. przez Justyniana Wielkiego kodyfikacją prawa bizantyjskiego. Najogólniej rzecz biorąc była to modyfikacja dotychczasowych praw w duchu chrześcijańskim. Ekloga np. ograniczała władzę ojca rodziny (patria potestas) zwiększając jednocześnie uprawnienia żony i dzieci. W 726 r. Leon wystąpił przeciwko kultowi ikon, rozpoczynając długi okres ikonoklazmu, co doprowadziło do zerwania stosunków z Rzymem w 730 roku. W 740 w bitwie pod Akroinon we Frygii rozbił wojska arabskie.

## Rodzina
Miał z żoną Marią czworo znanych dzieci:
- Annę (ok. 705– po 772), żonę Artabasdesa
- Konstantyn V Kopronim (lipiec 718–14 września 775)
- Irena
- Kosma